# Viola douglasii
Viola douglasii är en violväxtart som beskrevs av Ernst Gottlieb von Steudel. Viola douglasii ingår i släktet violer, och familjen violväxter. Inga underarter finns listade i Catalogue of Life.